# Meriola teresita
Meriola teresita är en spindelart som beskrevs av Norman I. Platnick och Ewing 1995. Meriola teresita ingår i släktet Meriola och familjen flinkspindlar. Inga underarter finns listade i Catalogue of Life.